# ロバート・パーカー

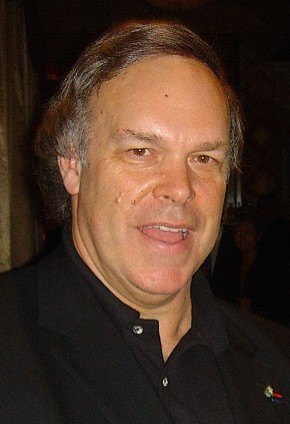
ロバート・パーカー

ロバート・M・パーカー・Jr.（Robert M. Parker, Jr.、1947年7月23日 - ）は、アメリカ合衆国メリーランド州ボルチモア生まれのワイン評論家。世界で最も影響力のあるワイン評論家であるとされる。
パーカーポイント（PP）と呼ばれるワインの100点満点の採点で知られ、ワインの価格に囚われない評価姿勢で支持を集める（後述）。しかしあくまで嗜好品であるワインが、PPの採点によりあたかも絶対的評価が存在するかのような誤解を世間に広めてしまったことに付いては批判も多い。パーカーポイントもまた、あくまでパーカーの個人的好みを表現しているに過ぎない。
メリーランド大学で歴史と美術史を学び、1973年に卒業。その後メリーランド法科大学院に進み、同年には司法試験に合格する。1973年の秋からはボルティモアの農業信用金庫に就職し、11年間弁護士としての活動を続ける。1975年からワインに関する記事を書き始め、1978年にワイン小売業者向けのニュースレター"The Baltimore-Washington Wine Advocate"（後に"The Wine Advocate"と改名）の発行を開始。

## ワイン業界に対するパーカーの影響
ロバートの評論のワイン業界に対する影響力は非常に大きく、その評価によってワインの価格に大きな影響を与えている。それはワイン・アドヴォケイト誌が他の著名なワイン雑誌とは違い、一切の広告を掲載せずに消費者の視点からワインの評価をするからである。ロバートが市場の支持を得たのは、1982年のボルドー赤のプリムール・テイスティングで他のワイン批評家が長期熟成は望めないとするなか、一人「世紀のヴィンテージ宣言」をしたことである。結果米国市場、後にフランスでもパーカーポイントは最も重要な指標となった。

## パーカーポイント
パーカーポイントは、ワイン・アドヴォケイト誌でパーカーが各ワインに付ける点数のことである。

### 利用
飲食店、ワイン輸入者などの会員はワイン・アドヴォケイト誌のデータベースのパーカーポイントを元に仕入れるワインを選ぶことが出来る。また、法人会員の場合はパーカーポイントの評価やコメントをチラシや広告などに掲載することが出来る（一般会員は自身の意思決定をするためにデータベースの情報を参照する事しか出来ない。法人会員はパーカーポイントやコメントを販促に使う店舗数だけ法人契約が必要である。）。

### 点数
基礎点は50点。味わいを20点満点、香りに15点満点、熟成の見込みなど全体的な質に10点満点、色などの外観に5点満点と振り分け、最高点は100点である。完全ではないものの、銘柄を伏せて点数が付けられている点が革新的であり、ブランド名に左右されていた従来のワイン評論と一線を画したとされる。

### 影響力
しばしば十数ドルのデイリーワインに、ボルドーやブルゴーニュの著名ワイナリーのワインの点数よりも高い点数が付けられたこともあり、そのようなワインの値段が急騰することも珍しくない。
ワイン評論の中で格段に強い影響力を持ち、パーカーポイントを上げることがマーケティングの上で有利になるため、ワイン研究者の堀賢一は、ワインの味わいがパーカー好みに均一化されること、ワインが画一化されることを懸念している。堀賢一によれば、パーカーは概してフレッシュな果実香や濃い味わいなどを重視し、長期熟成に向いた強いタンニンのあるワインや繊細なワインを低く見る傾向があるという。

### 日本
日本産ワインで初めて、またアジア産ワインで初めてパーカーポイントを得たのは、アーネスト・シンガーの甲州ワインプロジェクトが作った「甲州キュヴェ・ドゥニ・ドュブルデュー2004年」であり、87-88点の評価を得た。その後、北海道三笠市の山﨑ワイナリーなどいくつかのワイナリーもパーカーポイントを得ている。